# Phoma
Phoma Sacc. (foma) – rodzaj grzybów z klasy Dothideomycetes. Należą do niego bardzo liczne gatunki, większość z nich to pasożyty, a wśród nich są grzyby naporostowe. Anamorfy Pezizomycotina.

## Charakterystyka
Mikroskopijne grzyby pasożytnicze. Pyknidia zanurzone w tkankach żywiciela, kuliste, o kształcie zblizonym do kulistego lub nieostrokształtne, o barwie od bladobrązowej do ciemnobrązowej, czasami z długimi szyjami, z jednym ujściem centralnym, ale czasami w hodowli rozwijają się formy z więcej niż jedną ujściem. Ściana cienkościenna, zbudowana z grubościennych i ciemnobrązowych komórek na zewnątrz i cienkościennych, subhyalinowych komórek od wewnątrz. Komórki konidiotwórcze hialinowe, krótkie, fialidowe, enteroblastyczne, gruszkowate, utworzone z komórek wyściełających wnętrze pyknidium. Konidia szkliste, jednokomórkowe, czasami jednoprzegrodowe, zwykle z dwoma gutulami, podłużne, odwrotnie jajowate lub elipsoidalne. W hodowli często tworzą się chlamydospory.

## Systematyka i nazewnictwo
Pozycja w klasyfikacji według Index Fungorum: Incertae sedis, Pleosporales, Pleosporomycetidae, Dothideomycetes, Pezizomycotina, Ascomycota, Fungi.
Synonimy nazwy naukowej: Chlamydosporium Peyronel, Deuterophoma Petri, Leptophoma Höhn., Macroplodiella Speg., Peyronellaea Goid., Peyronellaea Goid., Phomopsina Petr., Plenodomus Preuss, Polyopeus A.S. Horne, Pseudosclerophoma Petr., Rhizosphaerella Höhn., Sclerophomella Höhn., Sclerophomina Höhn., Vialina Curzi.
Nazwa polska według W. Fałtynowicza.
Niektóre gatunki:
- Phoma aloidis (Oudem.) Punith. 1988
- Phoma cytospora (Vouaux) D. Hawksw. 1976 – foma pustułkowa
- Phoma lecanorae Vouaux 1910
- Phoma peltigerae (P. Karst.) D. Hawksw. 1980 – foma pawężnicowa
- Phoma pterocaryae Syd. & P. Syd. 1906

Nazwy naukowe na podstawie Index Fungorum. Nazwy polskie według W. Fałtynowicza.